# Polycentropus flavus
Polycentropus flavus là một loài Trichoptera trong họ Polycentropodidae. Chúng phân bố ở miền Tân bắc.